# Ligne de Keszőhidegkút à Tamási par Gyönk
La ligne de Keszőhidegkút à Tamási par Gyönk ou ligne 48 est une ligne de chemin de fer de Hongrie. Elle relie Keszőhidegkút à Tamási par Gyönk.